# Lamprechtsmühle (Langenfeld)
Lamprechtsmühle (fränkisch: Lambrächdsmühl)  ist ein Gemeindeteil der Gemeinde Langenfeld im Landkreis Neustadt an der Aisch-Bad Windsheim (Mittelfranken, Bayern). Lamprechtsmühle liegt in der Gemarkung Langenfeld.

## Geografische Lage
Die Einöde liegt am Ehebach. 0,5 km nordwestlich des Ortes liegt das Waldgebiet Birken. Eine Gemeindeverbindungsstraße verläuft nach Ullstadt (1,5 km westlich) bzw. nach Langenfeld (0,8 km östlich).

## Geschichte
Im Jahre 1370 wurde der Ort als „mul zu dem Lamprehts werd“ erstmals urkundlich erwähnt. Eine Person namens Lamprecht war wohl zu dieser Zeit der Besitzer der Mühle. Aus der Urkunde geht hervor, dass die Herren von Lentersheim Eigentümer des Anwesens waren. 1571 wurde sie an Joachim von Seckendorff verkauft. Die heutige Mühle wurde 1591 von Hans Lamprecht erbaut.
Im Jahre 1701 wurde die Lamprechtsmühle von einer 20-köpfigen Räuberbande ausgeplündert.
Gegen Ende des 18. Jahrhunderts gab es in Lamprechtsmühle ein Anwesen. Das Hochgericht übte die Herrschaft Ullstadt aus. Grundherr des Anwesens war das Rittergut Ullstadt. Unter der preußischen Verwaltung (1792–1806) des Fürstentums Bayreuth erhielt die Lamprechtsmühle die Hausnummer 78 des Ortes Langenfeld.
Von 1797 bis 1810 unterstand der Ort dem Justizamt Dachsbach und Kammeramt Neustadt. Im Rahmen des Gemeindeedikts wurde Lamprechtsmühle dem 1811 gebildeten Steuerdistrikt Ullstadt und der 1813 gebildeten Ruralgemeinde Ullstadt zugeordnet. Mit dem Zweiten Gemeindeedikt (1818) wurde es in die neu gebildete Ruralgemeinde Langenfeld umgegliedert.

### Baudenkmal
- Haus Nr. 78: Mühle[12]

### Einwohnerentwicklung
| Jahr      | 001818 | 001840 | 001861 | 001871 | 001885 | 001900 | 001925 | 001950 | 001961 | 001970 | 001987 |
| Einwohner | 8      | 9      | *      | 12     | 9      | 8      | 10     | 13     | 9      | 5      | 7      |
| Häuser    | 1      | 1      |        |        | 2      | 1      | 1      | 1      | 2      |        | 2      |
| Quelle    | [ 14 ] | [ 15 ] | [ 16 ] | [ 17 ] | [ 18 ] | [ 19 ] | [ 20 ] | [ 21 ] | [ 22 ] | [ 23 ] | [ 1 ]  |

## Religion
Der Ort ist seit der Reformation evangelisch-lutherisch geprägt und war bis in den 1920er nach St. Johann Baptist (Ullstadt) gepfarrt, seitdem ist die Pfarrei Langenfeld zuständig. Die Einwohner römisch-katholischer Konfession sind nach Mariä Himmelfahrt (Ullstadt) gepfarrt.